# Bevan Fransman
Bevan Fransman (ur. 31 października 1983 w Kapsztadzie) – południowoafrykański piłkarz, występujący na pozycji obrońcy.

## Kariera klubowa
Fransman profesjonalną karierę rozpoczynał w 2000 w klubie Mother City FC. W 2001 roku przeszedł do FC Fortune. Po roku trafił do belgijskiego Excelsioru Mouscron. W Eerste Klasse zadebiutował 9 sierpnia 2002, w wygranym 3-0 pojedynku ze Standardem Liège. Łącznie w Belgii rozegrał 13 meczów.
W 2003 powrócił ojczyzny, a konkretnie do Kaizer Chiefs FC. Miał tam problemy z wywalczeniem sobie miejsca w wyjściowej jedenastce. W debiutanckim sezonie rozegrał siedem ligowych spotkań, ale mimo to zdobył z klubem mistrzostwo RPA. Również w następnym zaliczył siedem meczów w Premier Soccer League, ale podobnie jak w poprzednim sezonie wygrał ligę. W kolejnej edycji rozgrywek zagrał tylko dwa razy, a jego zespół nie obronił mistrzowskiego tytułu i zajął trzecią pozycję. Wtedy Fransman odszedł do Moroka Swallows FC. W tym klubie szybko przebił się do pierwszej jedenastki. Przez dwa sezony zaliczył łącznie 53 ligowe spotkania i strzelił trzy gole.
W 2008 roku przeszedł do izraelskiego Maccabi Netanja, a w 2010 do Hapoelu Tel Awiw. W sezonach 2010/2011 i 2011/2012 zdobył z nim dwa Puchary Izraela. Latem 2012 wrócił do RPA i został zawodnikiem Supersport United FC. Następnie grał w takich klubach jak: Bloemfontein Celtic FC (2014-2016), Maritzburg United FC (2016-2018), Highlands Park FC (2018-2020), TS Galaxy FC (2020-2021) i Cape Town Spurs (2021-2022).
| Sezon   | Klub                   | Kraj              | Rozgrywki               | Mecze | Bramki |
| ------- | ---------------------- | ----------------- | ----------------------- | ----- | ------ |
| 2000/01 | Mother City FC         | Południowa Afryka | Mvela League            | 1     | 0      |
| 2001/02 | FC Fortune             | Południowa Afryka | Mvela League            | 20    | 2      |
| 2002/03 | Excelsior Mouscron     | Belgia            | Eerste Klasse           | 13    | 0      |
| 2003/04 | Kaizer Chiefs FC       | Południowa Afryka | Premier Soccer League   | 7     | 0      |
| 2004/05 | Kaizer Chiefs FC       | Południowa Afryka | Premier Soccer League   | 7     | 0      |
| 2005/06 | Kaizer Chiefs FC       | Południowa Afryka | Premier Soccer League   | 2     | 0      |
| 2006/07 | Moroka Swallows FC     | Południowa Afryka | Premier Soccer League   | 27    | 0      |
| 2007/08 | Moroka Swallows FC     | Południowa Afryka | Premier Soccer League   | 26    | 3      |
| 2008/09 | Maccabi Netanja        | Izrael            | Ligat ha’Al             | 32    | 3      |
| 2009/10 | Maccabi Netanja        | Izrael            | Ligat ha’Al             | 31    | 2      |
| 2010/11 | Hapoel Tel Awiw        | Izrael            | Ligat ha’Al             | 31    | 1      |
| 2011/12 | Hapoel Tel Awiw        | Izrael            | Ligat ha’Al             | 15    | 1      |
| 2012/13 | Supersport United FC   | Południowa Afryka | Premier Soccer League   | 23    | 1      |
| 2013/14 | Supersport United FC   | Południowa Afryka | Premier Soccer League   | 14    | 0      |
| 2014/15 | Bloemfontein Celtic FC | Południowa Afryka | Premier Soccer League   | 29    | 1      |
| 2015/16 | Bloemfontein Celtic FC | Południowa Afryka | Premier Soccer League   | 24    | 0      |
| 2016/17 | Maritzburg United FC   | Południowa Afryka | Premier Soccer League   | 27    | 2      |
| 2017/18 | Maritzburg United FC   | Południowa Afryka | Premier Soccer League   | 27    | 0      |
| 2018/19 | Highlands Park FC      | Południowa Afryka | Premier Soccer League   | 18    | 1      |
| 2019/20 | Highlands Park FC      | Południowa Afryka | Premier Soccer League   | 18    | 1      |
| 2020/21 | TS Galaxy FC           | Południowa Afryka | Premier Soccer League   | 21    | 2      |
| 2021/22 | Cape Town Spurs        | Południowa Afryka | National First Division | 16    | 0      |

## Kariera reprezentacyjna
W Republiki Południowej Afryki Fransman zadebiutował 13 sierpnia 2005 w zremisowanym 2:2 i przegranym 8:9 po serii rzutów karnych meczu COSAFA Cup 2005 z Zambią, rozegranym w Mafikeng. Był uczestnikiem Pucharu Narodów Afryki w 2008 roku. Od 2005 do 2012 rozegrał w kadrze narodowej 18 meczów.